# Parameciidae
Famille
Les Parameciidae sont une famille de Ciliés de la classe des Oligohymenophorea et de l'ordre des Peniculida.

## Étymologie
Le nom de la famille vient du genre type Paramecium, dérivé du grec ancien παραμήκης / paramêkês, « oblong », et μῆκος / mêkos, « longueur »).

## Description
Les Parameciidae ont une taille moyenne (80 à 200 μm). Leur forme est ovoïde allongée, arrondie et/ou pointue à l'une ou aux deux extrémités (ils ont été nommés comme des « animalcules en forme de pantoufle »). Ils vivent en natation libre. Leur ciliation somatique est holotriche (c. à d. uniforme), dense, avec une zone prébuccale en forme de sillon pré-oral peu élargi (anciennement appelé « vestibulum »), recouvert de paratènes, et débouchant sur la région buccale. La cavité buccale se situe soit dans la moitié antérieure, soit en position équatoriale ; elle est pourvue d'un polykinétide buccal interne ou, plus à droite, de quatre rangées largement espacées (c'est-à-dire un quadrulus) sur la paroi dorsale de la cavité buccale. Leur macronoyau est ellipsoïde à ellipsoïde allongé. Ils peuvent avoir de multiples micronoyaux. Il y a généralement deux vacuoles contractiles. Un cytoprocte est présent. Certaines espèces contiennent des zoochlorelles. Ils se nourrissent de bactéries et de microalgues.

## Habitat et répartition
Les Parameciidae vivent dans des habitats saumâtres et d’eau douce.
Ils ont une large répartition mondiale.

## Liste des genres
Selon GBIF (22 décembre 2023) :
- Micrundella Busch, 1948
- Paramaecium O.F.Müller, 1773 ⇔ Paramecium
- Paramecium O.F.Müller, 1773
  - Espèce type : Paramaecium aurelia O.F.Müller, 1773
- Physanter Jankowski, 1975

## Systématique
Le nom valide de ce taxon est Parameciidae Dujardin, 1840.